# 말라테스타가

말라테스타 가의 문장.

말라테스타 가문(Malatesta)은 1295년부터 1500년까지 리미니와 로마냐 지역 일대를 통치한 이탈리아의 귀족 가문이다.
구엘프 파의 지도자였던 말라테스타 다 베루키오는 1239년에 리미니의 포데스타가 되었고 1295년에 기벨린파였던 경쟁 가문인 파르치타디 가문이 축출된 후, 스스로 도시의 유일한 지배자가 되었다.
그의 곱사등이 아들 조반니 말라테스타는 1285년에 그의 아내 프란체스카 다 폴렌타와 동생 파올라의 간통을 발견하고 그들을 죽인 행동으로 주로 알려졌으며, 이는 단테 알레기에리의 신곡 지옥편에도 기록되어있다.
14세기와 15세기에 말라테스타 가문은 페사로, 파노, 체세나, 포솜브로네, 체르비아등이 포함된 여러 로마냐와 마르케의 도시들을 지배했다.
일부 말라테스타 가문 출신들은 다양한 이탈리아 국가들의 콘도티에로들이었다. 가장 유명한 이는 시지스몬도 판돌포 말라테스타이며, 영토적 문제로 교황령과 분쟁을 야기했었다. 그의 손자인 판돌포는 체사레 보르자에 의해 마침내 1500년에 리미니에서 축출되었고 리미니는 판돌포의 아들 시지스몬도의 최후의 시도가 실패한 후, 1528년 교황청에 마침내 흡수되었다.

## 같이 보기
- 콘도티에로